# Bell 47
O Bell 47 foi o primeiro helicóptero certificado para uso civil em 8 de março de 1946. Produzido até 1974, foi utilizado por diversos operadores civis e militares por todo o mundo.
Foi empregado pelas Forças Armadas dos Estados Unidos na Guerra da Coreia como H-13 Sioux.
Quando a Marinha do Brasil retomou sua aviação, era necessário um helicóptero de instrução para retomar as atividades aéreas. Para tanto, foram adquiridas três aeronaves Bell 47J em 1957. Sendo que mais seis unidades do modelo 47D chegaram em 1961. Já em 1962, foram recebidas outras duas aeronaves modelo 47G, apelidadas de Sakura, pois foram fabricadas pela Kawasaki sob licença. Os Bell 47 foram empregados pela Marinha até 1968, quando foram substituídos pelo Hughes 269.
A aeronave foi fabricada sob licença pela Westland Helicopters do Reino Unido para o Exército Britânico, recebendo a designação Westland Sioux, tendo seu voo inaugural em março de 1965. 
A Força Aérea Brasileira operou cinco unidades do modelo 47J entre 1958 e 1974. A FAB empregou as aeronaves em missões de ligação e transporte presidencial.

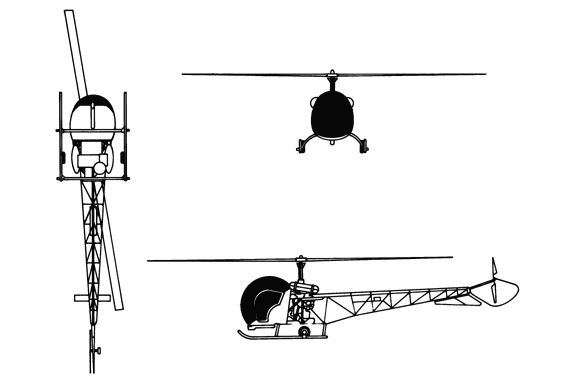
Desenho em três vistas do Bell 47
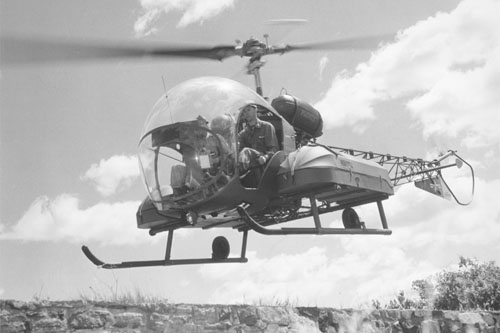
Versão H-13 adaptada para evacuação aeromédica

## Especificações
- Fabricação: Bell Helicopter
- Diâmetro do rotor: 10,71 m
- Comprimento: 9,62 m
- Largura: 2,64 m
- Altura: 2,83 m.
- Peso máximo: 1.066 kg
- Propulsão: um motor de Lycomong VO-435-A1 de 200 HP
- Velocidade máxima: 161 km/h
- Tripulação: até dois tripulantes

## Bell H-13 Sioux
O H-13 é a versão militar do Bell 47, de motor único e pás duplas foi um helicóptero de observação leve. Foi construído sob licença pela Westland Aircraft e recebeu as denominações de Sioux AH.1 e Sioux HT.2, e adotado pelo Exército Britânico e pela Força Aérea Real respectivamente.
A Força Aérea do Brasil recebeu um modelo Bell 47G, que foi usado pelas Centrais Elétricas de Minas Gerais